# Route magistrale 6 (Arménie)
Pour les articles homonymes, voir M6 (homonymie) et Route 6.
La route magistrale M6 (en arménien : Մ 6 ճանապարհ) est une route magistrale en Arménie.
Elle relie Vanadzor à Bagratashen à la frontière entre l'Arménie et la Géorgie,,.

## Présentation
La M6 commence à Vanadzor, l'une des plus grandes villes d'Arménie, située dans une vallée allongée. 
Des montagnes culminant à une altitude d'environ 2 400 mètres entourent Vanadzor.
A l'ouest de Vanadzor la M6 croise la M3, à l'est la M8. 
La M6 se dirige vers le nord dans les montagnes à travers une vallée qui se rétrécit, passant de 1 300 mètres à 800 mètres. 
La M6 traverse une gorge étroite, à côté de laquelle la route H35 parallèle traverse le plateau. 
La M6 traverse des zones montagneuses reculées avec plusieurs petites villes, dont Alaverdi est la plus importante. 
La route descend lentement vers la frontière géorgienne, et traverse une partie isolée de l'Arménie. 
La dernière partie de la M6 est parallèle à la frontière entre l'Arménie et la Géorgie.
Juste avant Bagratashen, il y a un poste frontière avec la Géorgie, qui mène à la route géorgienne S7 en direction de Tbilissi.
La route M6 se termine après un parcours de 97 km de long.

## Galerie

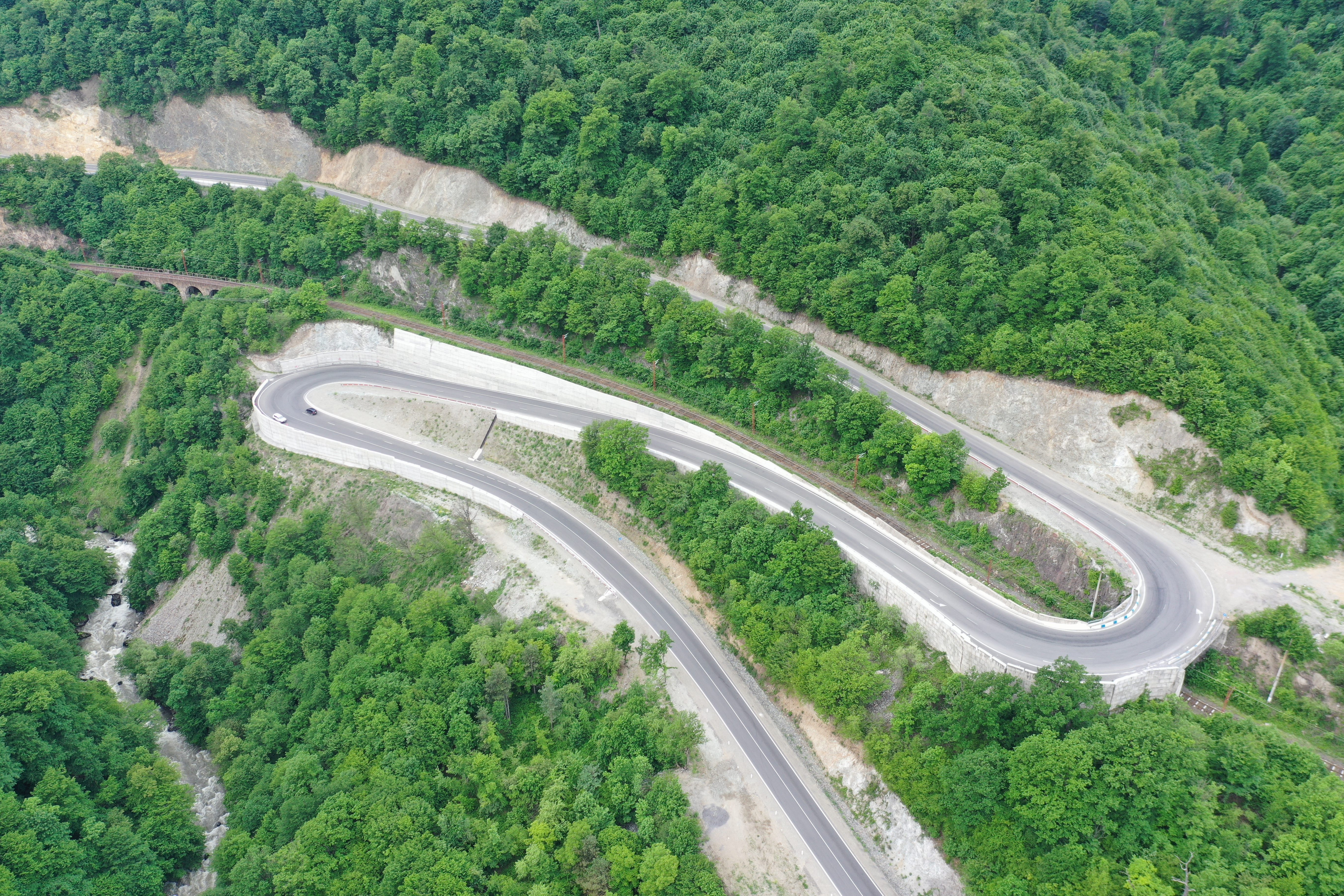

## Tracé
- Vanadzor
- Odzoun
- Alaverdi
- Ayrum
- Haghtanak
- Bagratashen
- Frontière entre l'Arménie et la Géorgie